# Embiargues
 (juin 2014).
Le ruisseau d'Embiargues (ou le Vialgues) est un ruisseau français du Massif central, affluent de la Bave, qui coule dans le département du Lot.

## Géographie
Il prend sa source vers 500 mètres d'altitude, dans le Quercy, sur la commune de Leyme dont il traverse le bourg.
Il rejoint la Bave en rive gauche, un kilomètre au sud-ouest de Latouille-Lentillac.

## À voir
- À Leyme, l'église Saint-Eutrope, de style baroque, avec son retable et ses stalles du XVIIe siècle.